# Broadlands (Virginia)
Broadlands ist ein gemeindefreies Gebiet in Loudoun County im US-Bundesstaat Virginia. Es befindet sich in der Nähe von Ashburn unweit vom Washington Dulles International Airport am Dulles Greenway (Virginia State Route 267). Das U.S. Census Bureau hat bei der Volkszählung 2020 eine Einwohnerzahl von 14.021 ermittelt.
Die Kreisstadt Leesburg ist 15 km entfernt, die Hauptstadt Washington, D.C. ist rund 59 km östlich von Broadlands gelegen.